# Cabal (Einheit)
Cabal war ein Volumenmaß im Salzhandel. Seine Gültigkeit lag in dem Gebiet der Karlstädter Grenze und hatte die Größe von ⅔ des Pressburger Metzens. Es wird zu den österreichischen Maßen gerechnet. Das Getreidemaß, der Kuplenik, war ebenfalls ⅔ des Pressburger Metzens und war dem Carro gleich. 
- 1 Kuplenik = 1829,26 Pariser Kubikzoll = 36,2858 Liter[2]
- 1 Carro = 60 Cabal = 36,2858 Liter